# 温泉神社 (別府市鉄輪)
温泉神社（おんせんじんじゃ）は、大分県別府市に鎮座する神社。別府八湯の一つの鉄輪温泉の鎮守神である。
かつて別府市青山町にあった温泉神社（別府温泉の鎮守神。現在は八幡朝見神社に合祀）とは、直接の関係はない。

## 歴史
祭神は大巳貴命及び少彦名命。かつては鉄輪温泉の中心にあった湯滝山松寿寺（後に温泉山永福寺として再興）の境内社であったが、神仏分離令によって1870年（明治3年）に鉄輪温泉北西の丘の上に遷座した。
1941年（昭和16年）にはひょうたん温泉の創業者である河野順作がこの神社に土地1,286坪を献納しており、1950年（昭和25年）には参道入口に順作の頌徳碑が建立されている。